# Roberto Díaz-Gomar
Roberto Díaz-Gomar (Escuintla, Departamento de Escuintla, 13 de agosto de 1946) fue actor de cine, teatro y televisión guatemalteco. Participó en aproximadamente 32 películas, 40 series de televisión y 50 obras de teatro, tanto en España como en su país natal, trabajando junto a actores como Antonio Banderas, Javier Bardem, Ben Gazzara, Jorge Sanz y Talia Shire.

## Historia
Nace en Escuintla, un 13 de agosto de 1946. Su pasión por el cine nace casi junto con él, teniendo acceso gratis al cine dado que sus padres alquilaban el local para éste. Ahí presentaban diferentes películas cada día, lo cual se convirtió en su fascinación. 
La primera vez que actuó tenía 4 años y fue en el quiosco del parque de Escuintla, a partir de entonces supo que su mayor sueño era ser actor de cine. Inició en teatro siendo fundador y actor del grupo de la Universidad Rafael Landívar en 1965-1966. Miembro del grupo de teatro “El derecho” de la Universidad de San Carlos de Guatemala. Participó como actor de la organización de los festivales de Teatro Universitario en 1968-1969. Fue director del grupo de teatro de la Facultad de Humanidades de la Universidad de San Carlos de Guatemala, organizando y realizando giras por toda la república.
En 1971, participó en el Festival Centroamericano de Costa Rica como director de teatro de Humanidades obteniendo por unanimidad el premio a la mejor dirección de teatro experimental con la obra Cuadros de nuevas costumbres, de Lionel Méndez Dávila. En 1972, dirigió y escribió con Manuel José Arce la Historia de la Chabela para la velada estudiantil de la Huelga de Dolores, obteniendo La Chabela de Oro. En 1975, fundó el grupo de teatro X-X de la Facultad de Derecho. Durante el conflicto armado en Guatemala, Roberto (junto a otros actores de la época) salió hacia España debido a la fuerte represión, donde también destaca en el arte dramático. De 1979 a 1980 participó en España con el grupo de teatro y animación callejera La Casita de Tomasa. De 1980 a 1983 realizó estudios de Arte Dramático bajo la orientación del Método del Actor's Studio con el Teatro Estable Castellano. Recorrió varias ciudades de Málaga con la obra Historia de una nube, interviniendo como actor y director.
A partir de 1986 se inició en el campo de la imagen, anuncios publicitarios, películas y programas de televisión. Participó en el curso de dirección y manejo técnico de medios audiovisuales del Instituto Audiovisual en el Ayuntamiento del Distrito de Chamberí, en Madrid. Participó como actor y director en el Festival de Cabueñes. Además de varios papeles de reparto en producciones españolas. Profesor y fundador del Grupo de Teatro de la Universidad de Comillas en Madrid, presentó bajo su dirección El Credo, de El P.P. José María Llanos y La Palabra, de Manuel José Leonardo Arce Leal.
En una entrevista realizada por «Nuestro Diario», Díaz-Gomar contó cómo fue su regreso a su país natal: «En 1992, vine a ver cómo estaba la situación y, con miedo, estuve durante 25 días, debido a que tuve que salir del país por el aumento de la represión, y por la guerra interna tuvimos que salir casi todos los actores de mi época, yo lo hice baleado, en 1978. Pero al regresar me encontré con que se estrenaba una nueva película: El Silencio de Neto, de Luis Argueta y Justo Chang. La fui a ver y me emocionó tremendamente, era una cinta bien hecha, que presentaba el problema de los guatemaltecos. Seguí viniendo cada año y me establecí, nuevamente, el 17 de octubre de 1998, a los 20 años exactos de haber salido del país».
Entre sus primeras actividades, ya en Guatemala, presenta el monólogo La Cantada del General. A partir de ahí interviene en otras obras entre las que destacan: El Quijote para Niños, Voces en el Umbral, Medea, El Tenorio (por varios años consecutivos) y la producción de La chabela en la Historia.
A su regreso también se involucra en el quehacer cinematográfico como asistente de producción, director de casting y actor en varias películas y cortometrajes entre los que destacan: Discurso contra el olvido; Poporopos; Días Mejores; Lo que soñó Sebastián; Donde acaban los caminos; La Casa de Enfrente; Amorfo te Busqué; VIP la Otra Casa; Prohibido Parpadear; Looking for Palladin; Un presidente de a sombrero; Toque de Queda; Puro Mula; Distancia; entre otras.
A partir de 2006, su interés por hacer del cine una industria, lo lleva a reunirse con varias personas relacionadas al cine guatemalteco con ideas similares y se convierte en uno de los socios fundadores de la Asociación Guatemalteca del Audiovisual y la Cinematografía -AGAcine-, cuyos esfuerzos se han enfocado en la elaboración de la Iniciativa de Ley 3728  “Ley de Fomento a la Industria Cinematográfica y Audiovisual” en ese país.
Actualmente reside en la Antigua Guatemala.